# Spermacoce tocantinsiana
Spermacoce tocantinsiana là một loài thực vật có hoa trong họ Thiến thảo. Loài này được (E.L.Cabral & Bacigalupo) Delprete mô tả khoa học đầu tiên năm 2007.